# E22
La ruta europea E22 és una carretera que forma part de la Xarxa de carreteres europees. Connecta Holyhead (Regne Unit) amb Nijni Nóvgorod (Rússia) passant per Amsterdam Riga i Moscou. Té una longitud de 2288 km. Té una orientació d'est a oest i travessa el Regne Unit, els Països Baixos, Alemanya, Suècia, Letònia i Rússia.

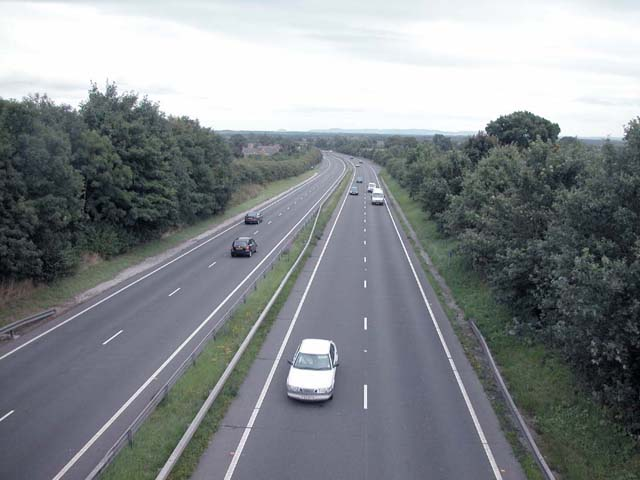
L'E22 a prop de Warren Montain